# Нововознесеновка
Нововознесеновка (кирг. Нововознесеновка) — село в Ак-Суйском районе Иссык-Кульской области Кыргызстана. Административный центр Нововознесеновского аильного округа. Код СОАТЕ — 41702 205 825 01 0.

## История
С 23 февраля 1943 года село Ново-Вознесеновка являлось административным центром Ново-Вознесеновского района Иссык-Кульской области Киргизской ССР.

## Население
По данным переписи 2009 года, в селе проживало 3092 человека.
Основано на второе воскресенье 1908г. после пасхи в религиозный праздник второго Вознесения Иисуса Христа на небеса.  Планировку и размещение села исполнил военный инженер Беляев Митрофан Федотович, направленный по высочайшему указу царя в целях создания поселений на предполагаемом пути в Индию через Тибет.